# Amyema triantha
Amyema triantha là một loài thực vật có hoa trong họ Loranthaceae. Loài này được (Korth.) Tiegh. mô tả khoa học đầu tiên năm 1894.